# Brunettia biformis
Brunettia biformis är en tvåvingeart som beskrevs av Edwards 1928. Brunettia biformis ingår i släktet Brunettia och familjen fjärilsmyggor. Inga underarter finns listade i Catalogue of Life.